# Operatie Dynamo

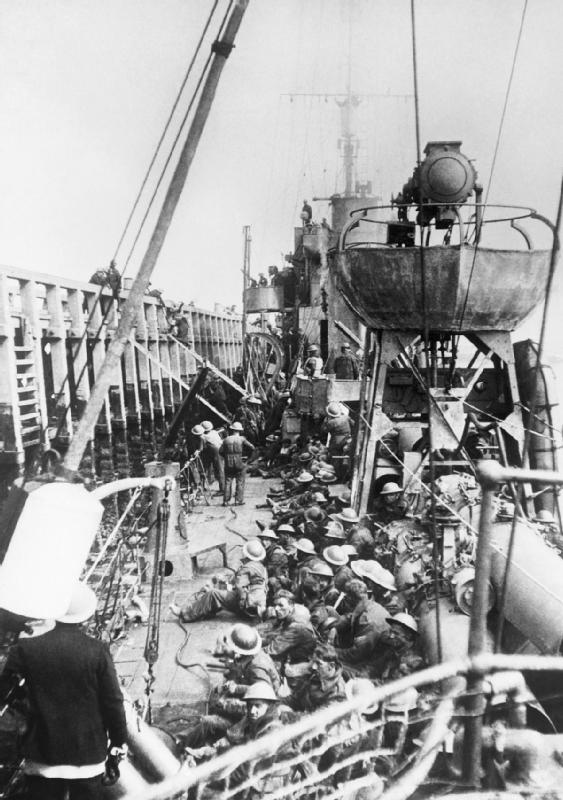
Britse troepen op de torpedobootjager Vanquisher bij laag water aan de pier van Duinkerke. Het verschil tussen eb en vloed was maximaal zo’n 7 meter.

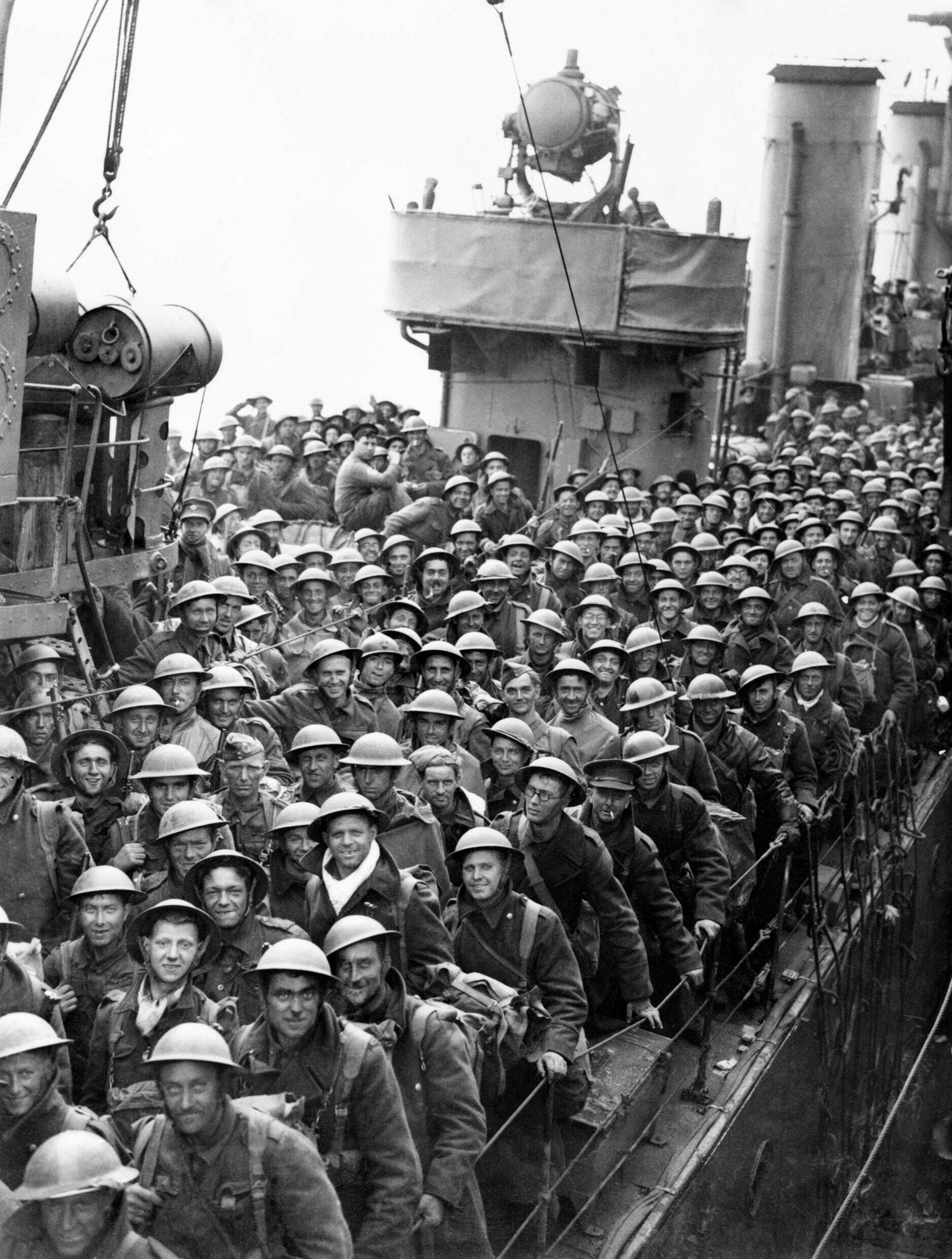
Britse troepen staan klaar om te ontschepen in Dover.

Operatie Dynamo was een actie in de Tweede Wereldoorlog, van 26 mei tot 4 juni 1940, om de Britse expeditionaire troepen in Duinkerke te evacueren.

## Verloop

### Organisatie
De troepen waren bij de Slag om Duinkerke door de oprukkende Duitsers omsingeld. De operatie kreeg de naam Dynamo omdat de evacuatie werd gepland in de dynamokamer van het marinehoofdkwartier onder het kasteel te Dover. De operatie werd georganiseerd door viceadmiraal Ramsay en bestond uit een gecombineerde vloot van 40 Britse en Franse torpedobootjagers met daarnaast mijnenvegers, patrouilleschepen, vrachtschepen, plezierboten en honderden privé-bootjes die al dan niet vrijwillig dienstdeden.

### 26 mei
Op 26 mei vertrok als eerste de Mona’s Isle uit Dover om 21:00 uur. Rond middernacht bereikte ze de haven van Duinkerke. Hoewel er op dat moment een luchtaanval plaatsvond wist het schip 1420 man aan boord te nemen. Op de terugreis werd het beschoten vanaf de Franse kust door Duitse artillerie maar dit bracht nauwelijks schade. Later werd het met mitrailleurs beschoten door zes Messerschmitt Bf 109-jachtvliegtuigen. Rond het middaguur van 27 mei bereikte het Dover met 23 doden en 60 gewonden. Tijdens haar tocht had de Mona's Isle gebruik gemaakt van route Z. Deze bleek echter al gauw te gevaarlijk.

### 27 mei
Op 27 mei werd abusievelijk gemeld dat Duinkerke al veroverd zou zijn door de Duitsers. Een aantal schepen keerde daarop direct om, zonder militairen aan boord te nemen. Mede hierdoor werden er de eerste dag slechts 7.669 manschappen geëvacueerd. Aan de kade waren veel troepen en het was noodzakelijk daar enige orde in aan te brengen om de inscheping te versnellen. Kapitein William Tennant werd met acht officieren en 160 man overgezet om de evacuatie aan de Franse kant te leiden. Hij arriveerde op 27 mei aan boord van de torpedobootjager Wolfshound. Rond 6 uur in de middag kwam hij aan in Bastion 32, een versterking van het Franse leger ter bescherming van de haven, waar hij zijn hoofdkwartier inrichtte. Zijn team begon direct met het organiseren van de evacuatie.
In de nacht van 27 op 28 mei was de Duitse marine actief bij de Kwinte boei. Er lagen schnellboten te wachten op schepen die onderweg naar Dover waren. De torpedobootjager Wakeful, met 640 man aan boord, werd die avond getorpedeerd en zonk in 15 seconden. Passerende schepen stopten om drenkelingen te redden waaronder de torpedobootjager Grafton, ook volgeladen met geëvacueerde troepen. De Grafton werd geraakt door een torpedo van de onderzeeboot U 62. De Grafton was zwaar beschadigd maar bleef drijven. Veel van de bemanning en passagiers verlieten veilig het schip alvorens de Ivanhoe het tot zinken bracht. In die nacht werd ook de SS Abukir tot zinken gebracht die de avond voordien vertrokken was uit Oostende en richting Engeland voer.
De Duitse Luftwaffe zette in totaal 300 toestellen in tegen de geallieerde schepen. De haven en kades werd zwaar aangevallen door de Duitse luchtmacht, maar de pieren die ruim een kilometer in zee staken nauwelijks. De pieren hadden een stenen basis met daarop een staketsel. Ze waren niet gebouwd om schepen aan te laten meren, maar na een test met de Queen of the Channel bleek dit goed te werken. De oostelijke pier werd een belangrijk inscheeppunt voor de manschappen. Door de rook van de gebombardeerde olieopslagtanks en een gunstige wind, was de pier nauwelijks zichtbaar vanuit de lucht. Het inschepen van manschappen ging hier veel efficiënter dan via de stranden.

### 28 tot 31 mei
Op 28 mei vaardigde Lord Gort verdere orders uit voor de evacuatie. Het Britse derde korps zou als eerste worden ingescheept, vervolgens het tweede en dan het eerste. Het Franse opperbevel had nog niet vernomen dat de Britten bezig waren al hun troepen te evacueren. Door miscommunicatie ontstonden er problemen. Er was verordonneerd dat de Britse troepen hun uitrusting moesten achterlaten in Duinkerke. Dit gold echter niet voor de Fransen. Deze zouden later de verdediging van Duinkerke moeten overnemen of zij zouden elders in Frankrijk worden ingezet voor de strijd. De Britse controleposten hadden echter begrepen dat alle troepen die zich meldden bij de haven van Duinkerke hun wapens en uitrusting moesten achterlaten. Hierdoor kwamen ook (een deel van) de Franse troepen in Duinkerke zonder uitrusting te zitten, terwijl zij deze eigenlijk nog wel nodig had voor de strijd.
Op de stranden verliep de evacuatie vaak chaotisch. De meeste troepen hadden geen ervaring met het aan boord gaan van schepen en bootjes vanaf het strand. Grote schepen konden niet dicht genoeg bij de kust komen om manschappen direct op te halen vanwege het ondiepe water aldaar. De inzet van veel kleine bootjes was daarom noodzakelijk, zij voeren naar de kust, namen de troepen aan boord en brachten deze naar de schepen. Dit op en neer pendelen kostte veel tijd. De branding liet de bootjes omslaan en soms kwamen er te veel mensen aan boord waardoor de bootjes omsloegen of zonken door een te zware belading. Om de inscheping vanaf de stranden te vergemakkelijken werden bij Bray-Dunes en De Panne provisorische pieren gemaakt van militaire voertuigen. Deze werden bij eb naast elkaar in zee geplaatst en daarover kwamen vlonders. Voor de kleinere schepen had dit als voordeel dat ze verder van de kust en branding konden wegblijven en de troepen konden met min of meer droge voeten bij de schepen komen.
Ondertussen dreigden de Duitse troepen Duinkerke in te nemen. Door een miscommunicatie tussen de Duitse bevelhebbers kregen de Britse troepen wat uitstel. Het Duitse vierde en zesde leger gingen er beide van uit dat de ander aanstalten zou maken om Duinkerke in te nemen. Daardoor deden zij allebei niets. Ook waren er conflicten tussen de Duitse bevelhebbers over of er wel of geen tanks moesten worden ingezet bij de aanval op Duinkerke. Uiteindelijk werden alle operaties tegen Duinkerke opgedragen aan het Duitse 18e leger. Op 31 mei kwamen de stranden onder direct vuur van de Duitse artillerie te liggen. Op die dag vertrok Lord Gort in opdracht van het opperbevel naar Groot-Brittannië en droeg hij het bevel over aan Harold Alexander.
Op 31 mei bezocht Winston Churchill het Franse militaire hoofdkwartier in Parijs. Hij meldde dat er zo'n 165.000 man was gered, waarvan 15.000 van het Franse leger. Eerder was wel afgesproken dat de Fransen hun eigen evacuatie zouden regelen, maar er waren onvoldoende schepen om dit te realiseren. Het lage aantal geëvacueerde Franse militairen leidde tot rancune bij de Franse staf waarop Churchill reageerde met "Bras-Dessus, Bras-Dessous", arm in arm, en gaf bevel aan de evacuatievloot meer Franse troepen te evacueren. Op 1 juni kwamen meer Franse dan Britse soldaten in Dover aan.

### Capitulatie
Door felle aanvallen van de Luftwaffe namen de verliezen scherp toe. Veel schepen werden gebombardeerd en de verliezen noodzaakten de evacuatie bij daglicht te staken. Hierdoor werd de capaciteit beperkt en daalde het aantal geëvacueerden tijdens de laatste dagen van de operatie. Op 4 juni om ongeveer 02:30 uur vertrokken de laatste schepen vanuit Duinkerke. Zij moesten noodgedwongen vele mannen achterlaten die niet meer geëvacueerd konden worden. Na afloop werd de haven versperd met drie blokkadeschepen. De laatste Franse troepen in Duinkerke capituleerden in de ochtend van 4 juni.
Gedurende negen dagen evacueerde deze armada van meer dan 900 schepen 338.226 militairen, voor het merendeel Brits en 123.095 Fransen, vanuit Duinkerke en de omliggende stranden.
| Dag    | Van de stranden | Uit de haven van Duinkerke | Totaal  |
| ------ | --------------- | -------------------------- | ------- |
| 27 mei | –               | 7.669                      | 7.669   |
| 28 mei | 5.390           | 11.874                     | 17.804  |
| 29 mei | 13.752          | 33.558                     | 47.310  |
| 30 mei | 29.512          | 24.311                     | 53.823  |
| 31 mei | 22.942          | 45.072                     | 68.014  |
| 1 juni | 17.348          | 47.081                     | 64.429  |
| 2 juni | 6.695           | 19.561                     | 26.256  |
| 3 juni | 1.870           | 24.876                     | 26.746  |
| 4 juni | 622             | 25.553                     | 26.175  |
| Totaal | 98.671          | 239.555                    | 338.226 |

Tijdens de evacuatie vochten delen van de British Expeditionary Force en het Frans leger een hevige strijd tegen het oprukkende Duitse leger ter behoud van de verdedigingslijn rond de evacuatiezone. Tijdens de evacuatie werden zo'n 50.000 voertuigen achtergelaten en werden 45.000 Britse en Franse soldaten (meerderheid) en een dekkend bataljon Belgen niet geëvacueerd. De Britten verloren 235 schepen in de operatie en 45 raakten er zwaar beschadigd. Daarnaast vergingen ook vele kleinere boten.
Meer dan 90.000 man van de geëvacueerde Franse troepen werd onmiddellijk weer aan land gebracht via de havens van Normandië, doch velen werden kort erna gedood of gevangengenomen. Een ander deel van de troepen bleef vanwege de in de strijd opgelopen verwondingen achter in Groot-Brittannië. Deze Franse soldaten sloten zich later aan bij de Vrije Fransen onder leiding van Charles de Gaulle.

## Vaarroutes

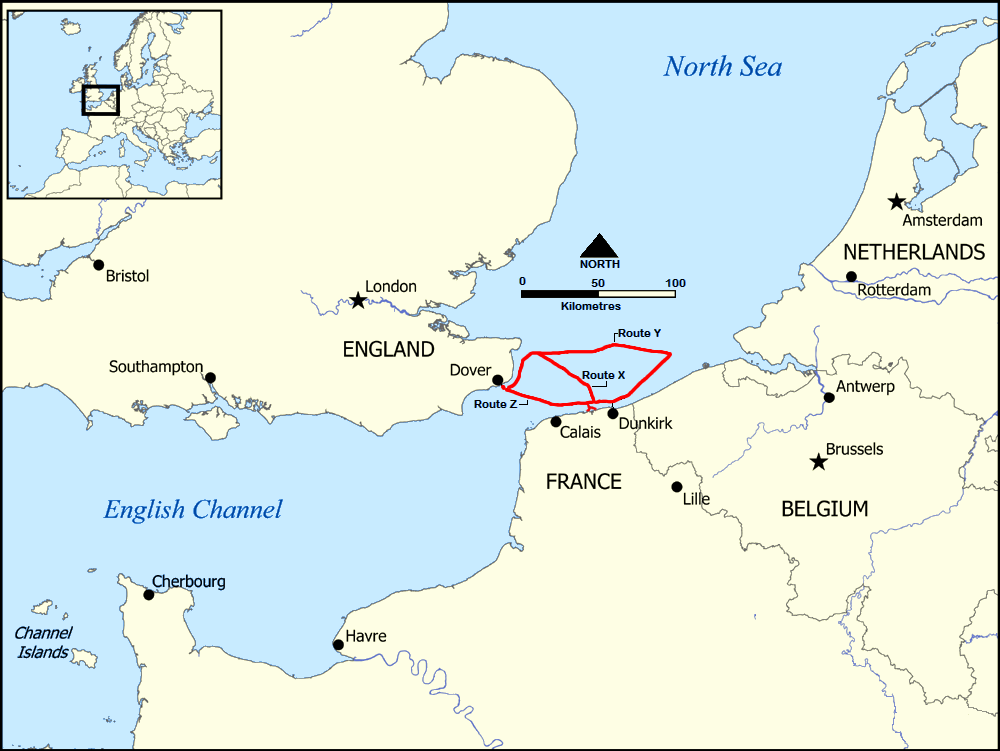
Beschikbare vaarroutes voor de evacuatieschepen

Voor de grotere schepen waren drie routes beschikbaar. Het kortst was route Z, tussen Dover en Duinkerke was de afstand 39 zeemijl (75 kilometer). Voor Duinkerke liggen parallel aan de kustlijn zandbanken en de schepen die route Z gebruikten voeren hierdoor lange tijd vlak langs de Franse kust. Bij daglicht werden de schepen beschoten door Duitse artillerie. Route X was met 55 zeemijl iets langer, maar veiliger. De route ging echter door een mijnenveld dat eerst geruimd moest worden. De route Y was met 87 zeemijl (161 km) het langst. De vaartijd was zo’n 8 uur of tweemaal langer dan route Z. Deze route was wel veiliger maar reduceerde de capaciteit vanwege de langere vaartijd. De schepen volgden eerst de kust naar het oosten tot de Kwinte-boei en maakten daar een draai van 270 graden naar Dover. Schepen die deze route gebruikten kwamen het vaakst in contact met Duitse marineschepen en vliegtuigen.

## Belgisch en Gronings aandeel
De evacuatie verliep deels vanaf Belgische stranden, waardoor De Panne en Sint-Idesbald zwaar werden gebombardeerd. Belgische vrachtwagens brachten in de nacht van 27 op 28 mei de 60ste Infanteriedivisie en andere Franse troepen achter de IJzer, vanwaar ze de perimeter hielpen verdedigen. Onder de honderden privé-vaartuigen die aan de operatie deelnamen, waren een vijftigtal vissersboten uit Heist, Zeebrugge, Oostende en Nieuwpoort. Ook een zestal vaartuigen van de Belgische marine werd ingezet. In totaal brachten de Belgen ongeveer tienduizend militairen over.
Aan de operatie namen veertig Groninger coasters deel. Zij maakten deel uit van de Nederlandse handels- en vissersvloot, die op 15 mei 1940 door generaal Winkelman naar Engeland was gedirigeerd en daar was ingelijfd bij de Britse marine. 
In totaal namen de Groninger coasters 22.698 van de 336.000 geredde soldaten voor hun rekening. Zeven Groninger schepen gingen verloren door Duitse beschietingen.

## Museum
In Duinkerke is een museum Mémorial du Souvenir met deze militaire operatie als hoofdthema. Het museum is gevestigd in een militair bouwwerk, Bastion 32, dat tijdens de slag om Duinkerke dienstdeed als militair hoofdkwartier voor de Franse en Brits strijdkrachten.

## Opgegraven en gerestaureerde Spitfire
Het wrak van een Brits gevechtsvliegtuig dat in mei 1940 deelnam aan de luchtgevechten nabij Calais en Duinkerken ten tijde van de evacuatie-operatie, een Spitfire, de N3200, van 19 Squadron van de RAF dat was gestationeerd in Duxford, werd vele jaren later teruggevonden. Het squadron ging destijds achter een formatie van Duitse Ju 87 Stukas aan, toen ze werden aangevallen door ongeveer 30 Duitse gevechtsvliegtuigen van het het type Messerschmitt 109. De Spitfire was daarbij op zijn eerste vlucht door vijandelijk vuur geraakt en stortte neer op het strand tijdens de evacuatie, te Sangatte nabij Calais waar hij bijna 50 jaar bleef totdat hij werd herontdekt. Het zonk onder het zand tot 1986, toen het staartvlak van het toestel boven het zand zichtbaar werd. Het vliegtuig werd in 2000 teruggestuurd naar het Verenigd Koninkrijk, waar het werd gerestaureerd in Duxford, voordat het in 2014 na restauratie weer kon vliegen. De piloot van het toestel, Geoffrey Stephenson, was destijds in 1940 krijgsgevangen genomen. Hij was onder meer gedetineerd in Colditz. Na de oorlog werd hij opnieuw piloot. In 1956 zou hij in de Verenigde Staten om het leven komen bij het neerstorten van een testvliegtuig.  

## Trivia
De MTB 102, een motortorpedoboot van de Royal Navy, is een van de weinige schepen die deelnam aan de operatie en nog rondvaart als museumschip. De MTB heeft zelfs twee dagen dienstgedaan als vlaggenschip tijdens de operatie.